# Serpocaulon
Serpocaulon es un género de helechos perteneciente a la familia  Polypodiaceae. Están descritas 40 especies que han sido aceptadas hasta la fecha.

## Taxonomía
Serpocaulon fue descrito por Alan Reid Smith y publicado en Taxon 55(4): 924–927, f. 3–4. 2006. La especie tipo es: Serpocaulon loriceum (L.) A.R. Sm. 

## Especies aceptadas
A continuación se brinda un listado de las especies del género Serpocaulon aceptadas hasta junio de 2012, ordenadas alfabéticamente. Para cada una se indica el nombre binomial seguido del autor, abreviado según las convenciones y usos:
- Serpocaulon adnatum (Kunze ex Klotzsch)
- Serpocaulon antillense (Maxon) A.R. Sm.
- Serpocaulon appressum (Copel.) A.R. Sm.
- Serpocaulon attenuatum (C. Presl) A.R. Sm.
- Serpocaulon caceresii (Sodiro) A.R. Sm.
- Serpocaulon catharinae (Langsd. & Fisch.) A.R. Sm.
- Serpocaulon chacapoyense (Hook.) A.R. Sm.
- Serpocaulon concolorum (M. Kessler & A.R. Sm.) A.R. Sm.
- Serpocaulon crystalloneuron (Rosenst.) A.R. Sm.
- Serpocaulon dasypleuron (Kunze) A.R. Sm.
- Serpocaulon dissimile (L.) A.R. Sm.
- Serpocaulon eleutherophlebium (Fée) A.R. Sm.
- Serpocaulon falcaria (Kunze) A.R. Sm.
- Serpocaulon fraxinifolium (Jacq.) A.R. Sm.
- Serpocaulon funckii (Mett.) A.R. Sm.
- Serpocaulon giganteum (Desv.) A.R. Sm.
- Serpocaulon gilliesii (C. Chr.) A.R. Sm.
- Serpocaulon intricatum (M. Kessler & A.R. Sm.) A.R. Sm.
- Serpocaulon lasiopus (Klotzsch) A.R. Sm.
- Serpocaulon latipes (Langsd. & L. Fisch.) A.R. Sm.
- Serpocaulon latissimum (R.C. Moran & B. Øllg.) A.R. Sm.
- Serpocaulon levigatum (Cav.) A.R. Sm.
- Serpocaulon loriceum (L.) A.R. Sm.
- Serpocaulon loriciforme (Rosenst.) A.R. Sm.
- Serpocaulon maritimum (Hieron.) A.R. Sm.
- Serpocaulon meniscifolium (Langsd. & Fisch.) A.R. Sm.
- Serpocaulon mexiae (Copel.) A.R. Sm.
- Serpocaulon nanegalense (Sodiro) A.R. Sm.
- Serpocaulon panorense (C. Chr.) A.R. Sm.
- Serpocaulon patentissimum (Mett. ex Kuhn) A.R. Sm.
- Serpocaulon polystichum (Link) A.R. Sm.
- Serpocaulon ptilorhizon (H. Christ) A.R. Sm.
- Serpocaulon richardii (Klotzsch) A.R. Sm.
- Serpocaulon semipinnatifidum (Fée) A.R. Sm.
- Serpocaulon sessilifolium (Desv.) A.R. Sm.
- Serpocaulon silvulae (M. Kessler & A.R. Sm.) A.R. Sm.
- Serpocaulon subandinum (Sodiro) A.R. Sm.
- Serpocaulon triseriale (Sw.) A.R. Sm.
- Serpocaulon vacillans (Link) A.R. Sm.
- Serpocaulon wagneri (Mett.) A.R. Sm.